# Janis Fetfadzidis
Joanis (Janis) Fetfadzidis (gr. Ιωάννης Φετφατζίδης, ur. 21 grudnia 1990 w Dramie) – grecki piłkarz grający na pozycji ofensywnego pomocnika. Jest wychowankiem klubu Olympiakos SFP.

## Kariera klubowa
Karierę piłkarską Fetfadzidis rozpoczął w klubie Olympiakos SFP z Pireusu. Do jego szkółki piłkarskiej trafił w 2002 roku i do 2009 roku występował w młodzieżowych drużynach. W 2009 roku awansował do kadry pierwszego zespołu Olympiakosu. W pierwszym zespole Olympiakosu zadebiutował 4 listopada 2009 w meczu Ligi Mistrzów ze Standardem Liège (0:2). Z kolei 7 listopada 2009 zadebiutował w pierwszej lidze greckiej w zremisowanym 1:1 domowym meczu z Iraklisem Saloniki. Było to jego jedyne rozegrane ligowe spotkanie w sezonie 2009/2010. Od początku sezonu 2010/2011 Fetfatzidis jest podstawowym zawodnikiem Olympiakosu. 16 października 2010 w spotkaniu ze Skodą Xanthi (1:0) strzelił swojego pierwszego gola w greckiej lidze. W 2011 roku wywalczył mistrzostwo Grecji.
W 2013 roku został zawodnikiem włoskiego klubu Genoa CFC.
| Sezon   | Klub           | Kraj   | Rozgrywki     | Mecze | Bramki |
| ------- | -------------- | ------ | ------------- | ----- | ------ |
| 2009/10 | Olympiakos SFP | Grecja | Alpha Ethniki | 3     | 0      |
| 2010/11 | Olympiakos SFP | Grecja | Alpha Ethniki | 19    | 2      |
| 2011/12 | Olympiakos SFP | Grecja | Alpha Ethniki | 17    | 3      |
| 2012/13 | Olympiakos SFP | Grecja | Alpha Ethniki | 12    | 0      |
| 2013/14 | Olympiakos SFP | Grecja | Alpha Ethniki | 2     | 0      |
| 2013/14 | Genoa CFC      | Włochy | Serie A       | 31    | 2      |

## Kariera reprezentacyjna
W reprezentacji Grecji Fetfadzidis zadebiutował 8 października 2010 roku w wygranym 1:0 meczu eliminacji do Euro 2012 z Łotwą, gdy w 82. minucie meczu zmienił Sotirisa Ninisa. 9 lutego 2011 w sparingu z Kanadą (1:0) strzelił swojego pierwszego gola w kadrze narodowej.
| Mecze i gole w reprezentacji | Mecze i gole w reprezentacji | Mecze i gole w reprezentacji                   | Mecze i gole w reprezentacji | Mecze i gole w reprezentacji | Mecze i gole w reprezentacji | Mecze i gole w reprezentacji |
| #                            | Data                         | Stadion                                        | Rywal                        | Wynik                        | Gol                          | Rozgrywki                    |
| 2010                         | 2010                         | 2010                                           | 2010                         | 2010                         | 2010                         | 2010                         |
| ---------------------------- | ---------------------------- | ---------------------------------------------- | ---------------------------- | ---------------------------- | ---------------------------- | ---------------------------- |
| 1.                           | 08.10.2010                   | Stadion Karaiskákis, Pireus, Grecja            | Łotwa                        | 1:0                          | 0                            | el. Euro 2012                |
| 2.                           | 12.10.2010                   | Stadion Karaiskákis, Pireus, Grecja            | Izrael                       | 2:1                          | 0                            | el. Euro 2012                |
| 3.                           | 17.11.2010                   | Ernst-Happel-Stadion, Wiedeń, Austria          | Austria                      | 2:1                          | 0                            | towarzyski                   |
| 2011                         |                              |                                                |                              |                              |                              |                              |
| 4.                           | 09.02.2011                   | AEL FC Arena, Larisa, Grecja                   | Kanada                       | 1:0                          | 1                            | towarzyski                   |
| 5.                           | 26.03.2011                   | Ta’ Qali Stadium, Ta’ Qali, Malta              | Malta                        | 1:0                          | 0                            | el. Euro 2012                |
| 6.                           | 29.03.2011                   | Stadion Karaiskákis, Pireus, Grecja            | Polska                       | 0:0                          | 0                            | towarzyski                   |
| 7.                           | 04.06.2011                   | Stadion Karaiskákis, Pireus, Grecja            | Malta                        | 3:1                          | 2                            | el. Euro 2012                |
| 8.                           | 08.06.2011                   | Citi Field, Nowy Jork, USA                     | Ekwador                      | 1:1                          | 0                            | towarzyski                   |
| 9.                           | 10.08.2011                   | Stadion Koševo, Sarajevo, Bośnia i Hercegowina | Bośnia i Hercegowina         | 0:0                          | 0                            | towarzyski                   |
| 10.                          | 02.09.2011                   | Stadion Bloomfield, Tel Awiw-Jafa, Izrael      | Izrael                       | 1:0                          | 0                            | el. Euro 2012                |
| 11.                          | 06.09.2011                   | Stadion Skonto, Ryga, Łotwa                    | Łotwa                        | 1:1                          | 0                            | el. Euro 2012                |
| 12.                          | 29.02.2012                   | Stadion Pankritio, Heraklion, Grecja           | Belgia                       | 1:1                          | 0                            | towarzyski                   |
| 13.                          | 31.05.2012                   | Kufstein-Arena, Kufstein, Niemcy               | Armenia                      | 1:0                          | 0                            | towarzyski                   |